# IW Andromedae
IW Andromedae är en dvärgnova  i stjärnbilden Andromeda. Den är en Z Camelopardalis-variabel (UGZ), som uppvisar cykliska utbrott och som skiljer sig från SS Cygni-variabler (UGSS) genom att vid utbrottet ibland inte återgå sin vanliga ljusstyrka, utan ligga någonstans mellan minimum och maximum. IW And är prototypstjärna för en undergrupp,  IW Andromedae-variabler (UGZ/IW) som kan få utbrott även när de ligger i intervallet mellan minimum och maximum och att de företer ljuskurvor som påminner om förmörkelsevariablernas.
Stjärnan varierar mellan visuell magnitud +13,6 och 18,6 under sina superutbrott. Perioden för dess ”normala” utbrott är 0,155 dygn eller 3,5 timmar.